# 萨米埃尔·瑙姆堡
薩米埃爾·瑙姆堡（法語：Samuel Naumbourg，1817年3月15日—1880年5月1日）出生於今天法國法蘭西島大區馬恩河谷省的聖芒代，是一位巴伐利亞血統的猶太教音樂家及教授。

## 生平
他是出生在德國血統的猶太人，因此從慕尼黑開始學習猶太教音樂，從1838年至1845年之間，他被派任指揮斯特拉斯堡和貝桑松兩地的猶太教會，1845年他前往巴黎，競選拿撒勒猶太會堂的領唱，因為有弗羅芒塔爾·阿萊維的支持，因此很快就被聘任並持續在此牧會十餘年。1860年被任命法國猶太神學院（SIF）的聖歌禮拜學教授，其中最為出色的學生是莫伊茲·舒爾。
1878年他生了一場重病，因此再也無沒有辦法前往教會主持，疾患撐了18個月後還是逝世，享年63歲。

## 受獎
- 學術棕櫚勳章